# درغوث رئيس
درغوث رئيس، أمير بحر عثماني تركي أو يوناني. كان أيضا باي الجزائر وجربة ، وبايلرباي البحر الأبيض المتوسط، وباي ثم باشا طرابلس. وُلد عام 1485م وتوفي في 23 يونيو 1565م.المعروف باسم «سيف الإسلام المسلول». امتدت القوة البحرية للدولة العثمانية تحت قيادته عبر شمال إفريقيا. معروف بحنكته العسكرية.

## اسمه
اسمه في المصادر التركية طرغود، وفي المصادر العربية درغوث، وفي أخرى طرغول وفي التركية الحديثة تورغوت (بالتركية: Turgut).

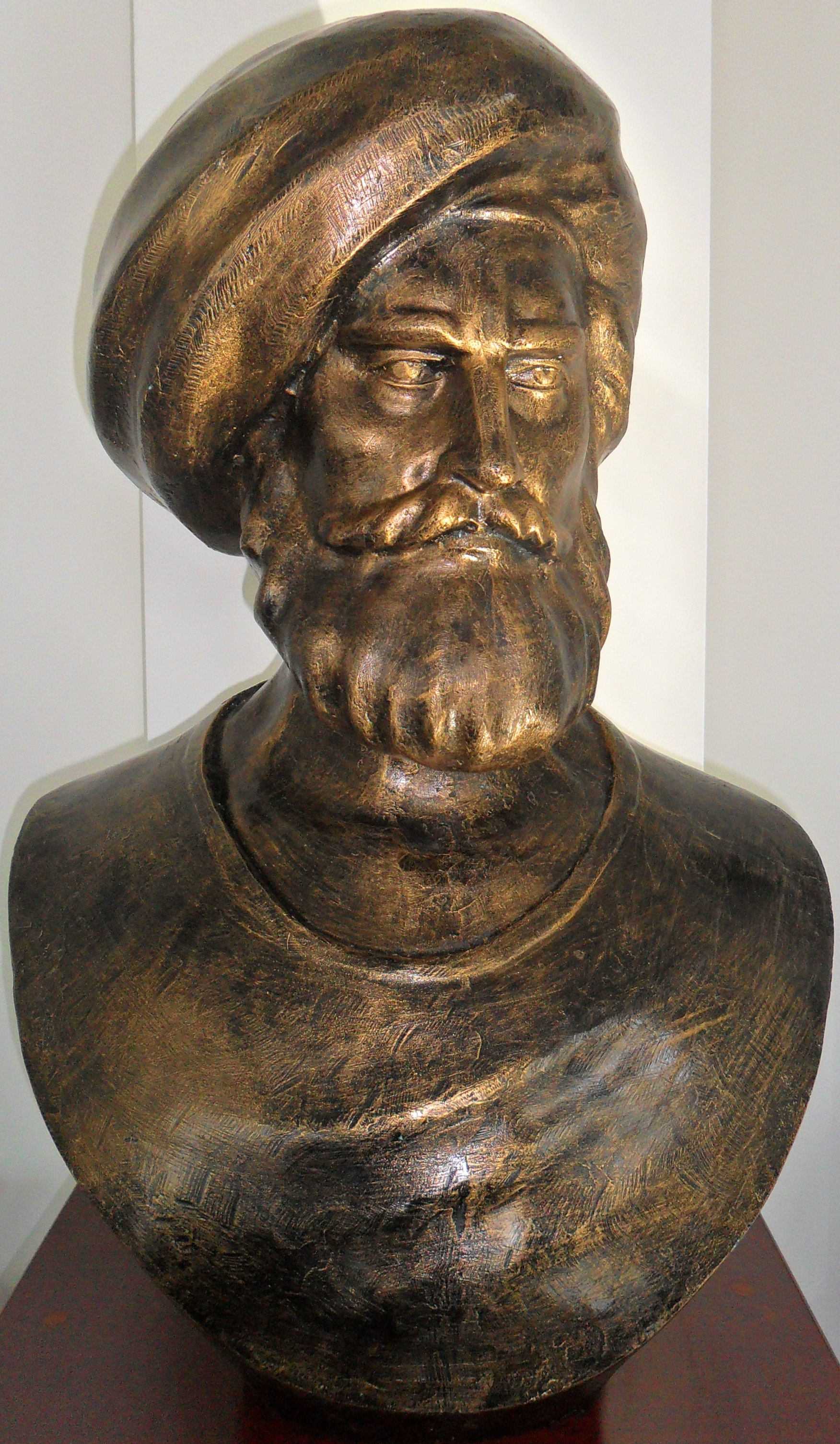
تمثال لدرغوث رئيس، بمتحف مرسين البحري، بتركيا.

## تاريخه
درغوث رئيس، هو أحد الفاتحين البحريين العثمانيين. ركب السفن منذ صباه، ودرب على الجهاد في البحر في الحوض الشرقي للبحر الأبيض المتوسط أولا، وارتقى درجات العمل البحري من نوتي حدث إلى نوتيّ ثم مدفعي ثم ربّان يقود سفينة واحدة ثم رئيس (أو رايس بالمصطلح المغربي) في البحر يقود مجموعة صغيرة من السفن الحربية الخفيفة السريعة المعدّة للهجومات الخاطفة على سفن العدو أو الغارات المدمّرة على السواحل.[بحاجة لمصدر]
وقدم كغيره من معاصريه مثل الأخوين المجاهدين عروج بربروس وخير الدين بربروس وسنان الازميري وصالح رايس إلى الحوض الغربي للبحر الأبيض المتوسط وقام بغارات في البحر الأدرياتيكي وغزا سواحل إيطاليا وصقلية، كما شارك مدة سنوات عدّة في الغزوات التي كان يشنّها خير الدين بربروس على سواحل إسبانيا لإنقاذ الأندلسيين المضطهدين ونقلهم إلى موانئ الجزائر وتونس، وعمل قائدا لقطعة من الأسطول النظامي العثماني (العمارة العثمانية) تحت إمرة خير الدين بربروس عندما عيّنه السلطان سليمان القانوني قبودان باشا أي قائدا أعلى للعمارة العثمانية، وعين قائدا أعلى للعمارة مدة سنتين فقط، وقلد في آخر حياته منصب باشا طرابلس الغرب.[بحاجة لمصدر]

## معركة بروزة

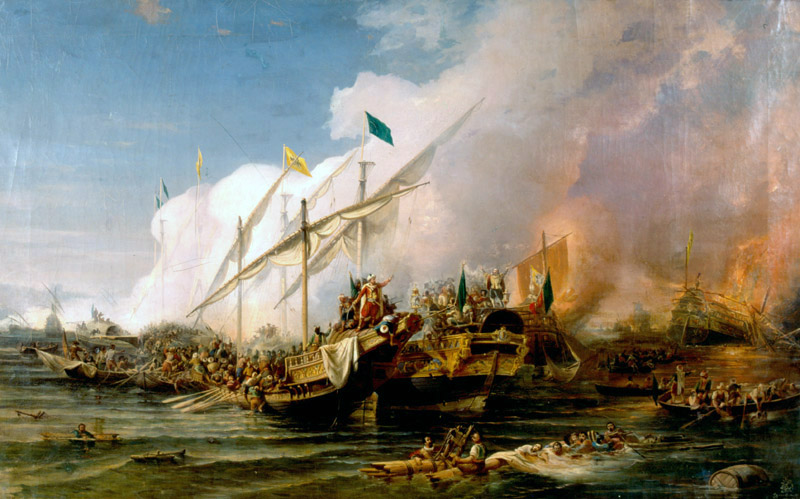
هزمت القوات العثمانية، بما في ذلك دراغوت، أسطول الدوري المقدس لتشارل الخامس، الذي كان بقيادة أندريا دوريا، في معركة بريفيزا (1538)

معركة بروزة أو بريفيزا معركة وقعت في 4 جمادى الأولى 945 هـ الموافق 28 سبتمبر 1538 م في خليج أكتيوم الذي وقعت فيه معركة أكتيوم البحرية عام 31 ق.م. بالقرب من ميناء بريفيزا غربي اليونان، وانتصر فيها الأسطول العثماني على العصبة المقدسة (1538م) الصليبي الذي نظمه البابا بولس الثالث.
كانت معركة هائلة تحركت لها أوروبا استجابة لنداء البابا في روما، فتكونت حملة صليبية من أسطول مكون من أكثر من 600 قطعة بحرية. منها 302 سفينة حربية كبيرة تحمل نحو ستين ألف جندي من إسبانيا والنمسا والبندقية، ويقوده قائد بحري من أعظم قادة البحر في أوروبا هو أندريا دوريا من جنوة. أما القوات العثمانية فتكونت من 122 سفينة تحمل عشرين ألف جندي.

في عام 1539، قاد درغوث ريس 36 سفينة حربية، واستعاد كاستلنوفو من البندقية، الذين استعادوا المدينة من العثمانيين. أثناء القتال، أغرق سفينتين وأسر ثلاثة آخرين. في عام 1539، أثناء رسوه في كورفو، واجه 12 قادسًا من البندقية تحت قيادة فرانشيسكو باسكواليغو واستولى على القادس في قناة أنطونيو دا. رسى في وقت لاحق في جزيرة كريت وقاتل ضد قوات سلاح فرسان البندقية تحت قيادة أنطونيو كالبو.

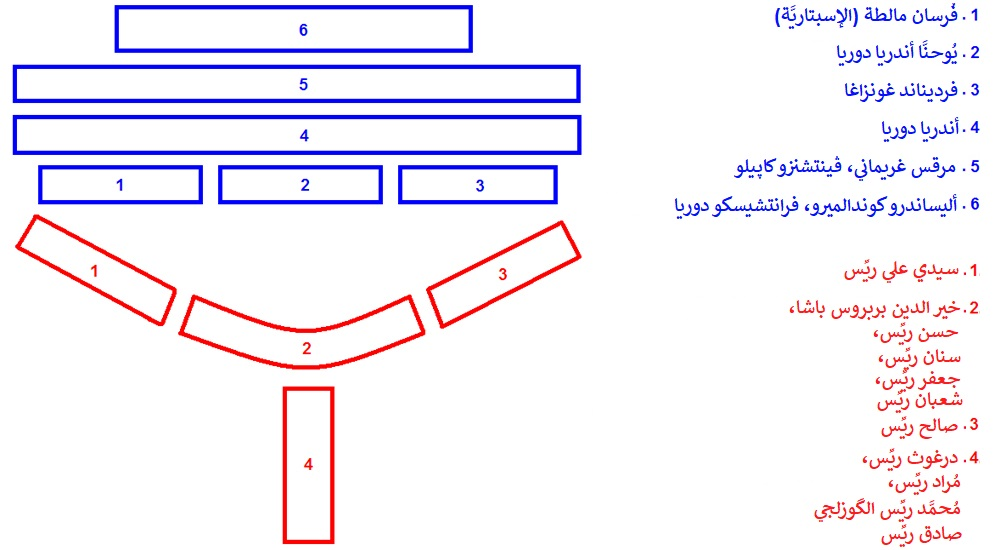
تولى تورغوت ريس قيادة الجناح الخلفي المركزي للأسطول التركي في معركة بريفيزا البحرية عام 1538

## حاكم جربة
في وقت لاحق عام 1539، عندما عين سليمان القانوني سنان باشا، والي جربة، قائدًا عامًا جديد لأسطول البحر الأحمر العثماني ومقره في السويس، عُين تورغوت ريس خلفًا له وأصبح والي جربة.
اشترك سنان باشا وتورغوت ريس في عدة حملات بحرية في البحر الأبيض المتوسط وخاصة على سواحل إيطاليا وشمال أفريقيا. لم يكن سنان باشا خبيرا في الأمور البحرية بقدر ما كان تورغوت ريس الذي كان أكثر شعبية بين أمراء البحر قادة البحرية، وهذا قد سبب تبايناً بينهماً.
في حادثة تمت بعد فتح طرابلس عام 1551م، ترك الأسطول العثماني بكامله سنان باشا على الشاطئ واتبع تورغوت ريس إلى البحر التيراني معلنين أنهم لن يقبلوا سوى تورغوت ريس قائدا لهم، إلا أن تورغوت ريس اعتبر هذا تمرداً وخيانة وأمرهم بالعودة.
انزعج السلطان سليمان القانوني من هذا الموقف ولكنه دعم تورغوت ريس نظرا لمواهبه البحرية، فأمر سنان باشا بقوله «نفذ أيا ما يقوله تورغوت».
معظم البحارة العثمانيين في ذلك الوقت كانوا يعتقدون أن تورغوت ريس أحق بمنصب سنان باشا.

## باشا طرابلس

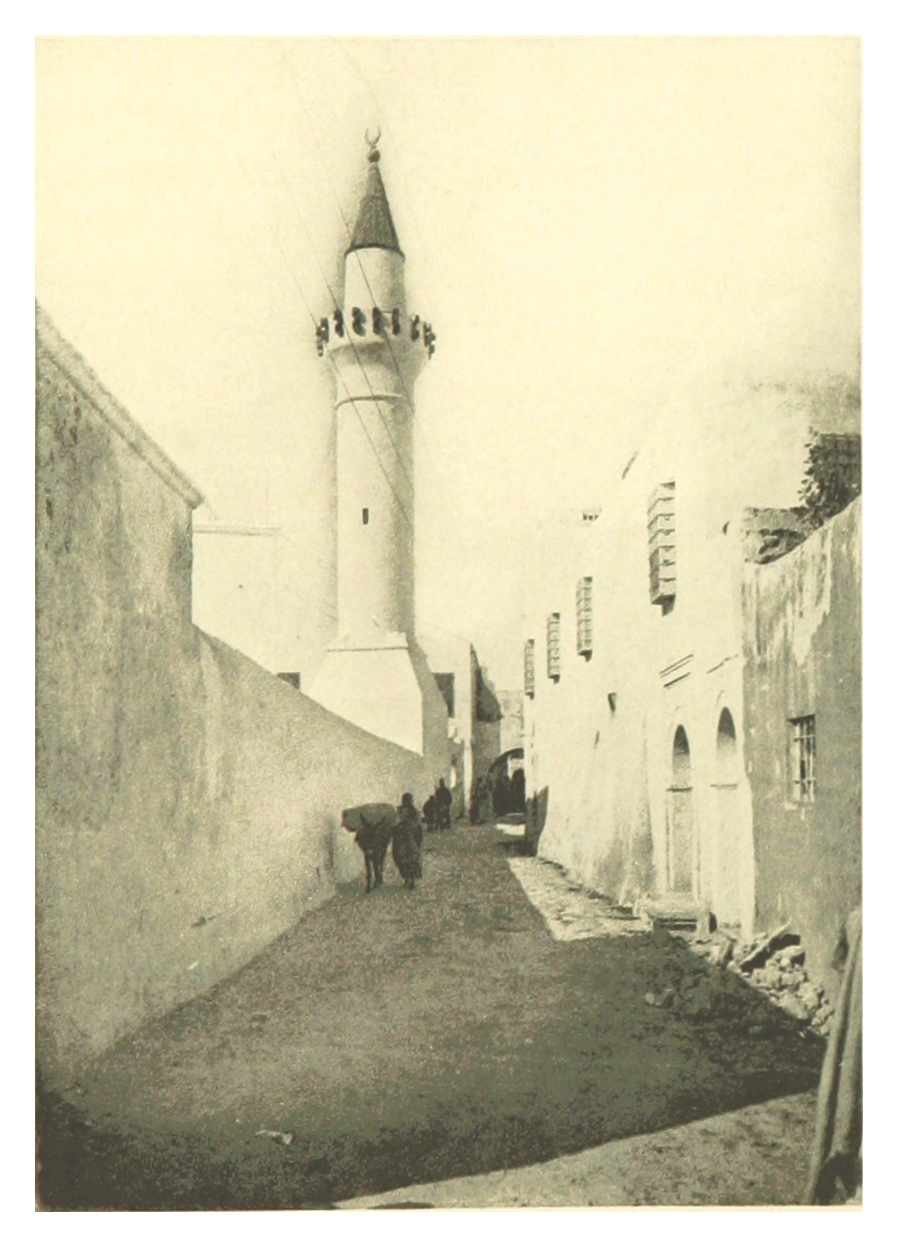
مسجد سيدي دارغوت في طرابلس

في مارس 1556، عُين تورغوت ريس باشا في طرابلس. هناك، عزز جدران القلعة المحيطة بالمدينة وبنى معقل البارود (دار البارود). كما عزز دفاعات الميناء وبنى قلعة تورغت (درغوث) بدلاً من قلعة San Pietro القديمة. في يوليو 1556 أبحر مرة أخرى وهبط في كيب سانتا ماريا في جزيرة لامبيدوسا، حيث استولى على سفينة بندقية التي كانت تنقل الذخيرة والأسلحة للدفاع عن مالطا. رسى لاحقًا في ليغوريا واستولى على برجيجي وسان لورينزو. في ديسمبر 1556 استولى على قفصة في تونس وأضافها إلى أراضيه.
في صيف عام 1557، غادر مضيق البوسفور بأسطول مكون من 60 سفينة، ووصل إلى خليج تارانتو، ورسى في كالابريا وهاجم كارياتي، واستولى على المدينة. رسى لاحقًا في موانئ بوليا.
اشتغل درغوث في أخريات حياته بالسهر على شؤون إيالة طرابلس وإعادة الاطمئنان إلى نفوس أهاليها دون إهمال الغزو في البحر. وأهمّ واقعة خاضها في تلك الفترة هي التي دمّر فيها كامل أسطول صقلية قرب جزر ليباري في سنة 968هـ / 1561م.[بحاجة لمصدر]

## معركة جربة
منذ هزيمة معركة بروزة عام 1538 م ضد الأسطول العثماني بقيادة خير الدين بربروس والبعثة الخائبة على الجزائر التي قادها الإمبراطور شارل الخامس عام 1541 م، شعرت القوى البحرية الأوروبية الكبرى في البحر الأبيض المتوسط، وهي إسبانيا وجمهورية البندقية، بأنها مهددة بشكل متزايد من قبل العثمانيين والمجاهدين البحريين الشمال أفريقيين. وتفاقم هذا الخطر عندما استولى بيالي باشا على جزر البليار عام 1558 م وقام بمعية درغوث باشا بغارات على السواحل المتوسطية الإسبانية. قرر الملك الإسباني فيليب الثاني الرد على ذلك، فدعا البابا بولس الرابع وحلفاءه الأوروبيين لاستعادة مدينة طرابلس، التي كانت بحوزة فرسان القديس يوحنا حتى أغسطس 1551 م، عندما استولى عليها درغوث باشا، وهو الإنجاز الذي جعل السلطان العثماني سليمان القانوني يمنحه لقب باي طرابلس.

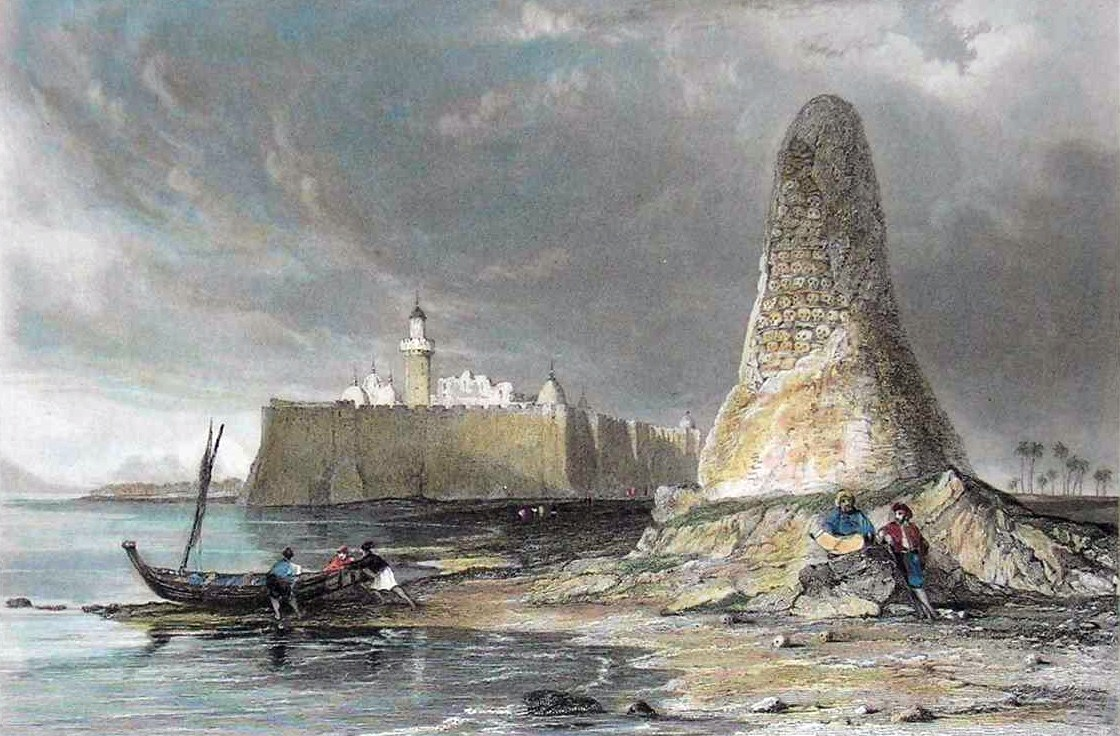
برج الجماجم أمام الحصن الإسباني (رسم توماس ألوم عام 1841)

حُسمت معركة جربة في غضون ساعات، حيث كان حوالي نصف القوادس المسيحية قد قُبض عليها أو قد غرقت. يبلغ العدد الإجمالي للخسائر المسيحية 18.000 حسب أندرسون، في حين يبلغ هذا العدد حسب غيلمارتن نحو 9.000، حيث أن حوالي الثلثين منهم كانوا من المجدفين.
التجأ الجنود الناجون إلى الحصن، الذي كان قد اكتمل بناؤه قبل بضعة أيام. وسرعان ما تعرض هؤلاء لهجوم من قبل القوات المشتركة لبيالي باشا ودرغوث باشا (الذي كان قد انضم لبيالي باشا في اليوم الثالث)، غير أن ذلك لم يكن قبل أن يتمكن جيوفاني أندريا دوريا من الفرار في زورق صغير. بعد حصار دام ثلاثة أشهر، استسلمت الحامية، وحمل بيالي باشا، حسب المؤرخ بوسيو، حوالي 5.000 سجينًا إلى القسطنطينية، بمن فيهم القائد الإسباني ألفارو دي ساندي، الذي كان قد تولى قيادة القوات المسيحية بعد فرار دوريا. لا يمكن التعرف على ظروف الأيام الأخيرة للحامية المحاصَرة، ذلك أن جل المعلومات متناقضة. يروي أوجييه غيسلان دي بوسباك، السفير النمساوي إلى القسطنطينية، في كتابه رسائل تركية (باللاتينية: Turcicae epistolae)، معترفًا بعدم جدوى المقاومة المسلحة، أن دي ساندي حاول الفرار في زورق صغير، ولكن سرعان ما تم القبض عليه. في روايات أخرى، كرواية بروديل، قاد دي ساندي محاولة فرار في 29 يوليو، غير أنه تم القبض عليه ومن معه. تم الإفراج عن دي ساندي بعد بضع سنوات، بفضل جهود وساطة دي بوسباك. حارب بعد ذلك دي ساندي ضد العثمانيين في حصار مالطة عام 1565 م.
أقام درغوث باشا برجًا من الجماجم بلغ ارتفاعه 3 أمتار، عرف باسم برج الجماجم أو برج الرؤوس، تذكارًا للمعركة. دُمر هذا البرج عام 1848 بأمر من باي تونس، أحمد باي الأول، بناء على طلب من وزير الشؤون الخارجية الإسبانية، وبني مكانه برج من الحجر.

## حصار مالطا والوفاة
وفي سنة 973هـ / 1565م، قرر السلطان سليمان القانوني تنظيم حملة بحرية وبرّية ضخمة للقضاء على «فرسان يوحنا المقدسي» بمالطة، أولئك الرهبان الصليبييّن الذين طردهم من رودس في بداية عهده منذ أكثر من أربعين سنة فاستقروا في جزيرة مالطة واتّخذوها قاعدة لمواصلة مكافحة المسلمين برّا وبحرا بحماسة صليبية لم تُفتر.[بحاجة لمصدر]
أبحرت العمارة العثمانية في مائة وثمانين سفينة بقيادة بيالي باشا حاملة جيشا يتألّف من ثلاثين ألف جندي بقيادة مصطفى باشا. ونزل الجيش العثماني واحتلّ الجزيرة وحاصر قلاعها التي تحصن فيها فرسان مالطة. بدأ الحصار يوم 18 مايو وانتهى يوم 7 سبتمبر 1565م بانسحاب الجيش والأسطول العثمانيين دون أن يستطيعا اقتحام جميع الحصون التي تتركب منها القلعة.[بحاجة لمصدر]
التحق درغوث باشا بالجيش العثماني المحاصر لمالطة في أوائل شهر يونيو 1565م، قادما من طرابلس ومعه ثمانية وعشرون غرابا وثلاثة آلاف جندي. وعند وصوله لاحظ أنّ القائد الأعلى للجيش مصطفى باشا ارتكب هفوة كبيرة وهي عدم احتلاله للمرتفعات التي تحيط بالقلعة مع تركيز جهوده على أحد حصون القلعة وهو حصن سان إلمو ولم يكن في وسعه معالجة هفوة مصطفى باشا فتقدّم وأخذ على عاتقه تسيير حصار الحصن معتمدا، كعادته، اعتمادا كبيرا على المدفعية والجنود المتخصّصين في وضع الألغام. وشدّد محاصرة الحصن، وهيأ جنوده لاقتحامه وكان دائما في مقدمتهم، فأصابته شظية في رأسه. وحُمل جثمانه إلى طرابلس حيث دفن.[بحاجة لمصدر]